# Aerodramus
Aerodramus är ett relativt stort släkte fåglar i familjen seglare inom ordningen seglar- och kolibrifåglar. Tidigare fördes de till släktet Collocalia. Alla arter kallas salanganer, liksom även seglare i släktena Collocalia och Hydrochous. Listan nedan följer AviList:
- Seychellsalangan (A. elaphrus)
- Maskarensalangan (A. francicus)
- Malabarsalangan (A. unicolor)
- Filippinsalangan (A. mearnsi)
- Molucksalangan (A. infuscatus)
- Bergsalangan (A. hirundinaceus)
- Vitgumpsalangan (A. spodiopygius)
- Australisk salangan (A. terrareginae)
- Himalayasalangan (A. brevirostris)
- Vulkansalangan (A. vulcanorum)
- Storhuvad salangan (A. whiteheadi)
- Barbent salangan (A. nuditarsus)
- Höglandssalangan (A. orientalis)
- Mossbosalangan (A. salangana)
- Enfärgad salangan (A. vanikorensis)
- Gråsalangan (A. amelis)
- Palausalangan (A. pelewensis)
- Guamsalangan (A. bartschi)
- Karolinersalangan (A. inquietus)
- Polynesisk salangan (A. leucophaeus)
- Atiusalangan (A. sawtelli)
- Svartbosalangan (A. maximus)
- Vitbosalangan (A. fuciphagus)
- Papuasalangan (A. papuensis)

Ytterligare en art, mangaiasalanganen (Aerodramus manuoi) dog ut tidigare under holocen.